# Comuna Darda, Osijek-Baranja
Darda este o comună în cantonul Osijek-Baranja, Croația, având o populație de 6.908 locuitori (2011).

## Demografie
Componența etnică a comunei Darda
     Croați (55,7%)
     Sârbi (23,2%)
     Romi (9,41%)
     Maghiari (6,98%)
     Necunoscut (1,45%)
     Neclasificat (2,91%)
Componența confesională a comunei Darda
     Catolici (60,09%)
     Ortodocși (30,83%)
     Fără religie și atei (2,66%)
     Alți creștini (1,66%)
     Protestanți (1,04%)
     Necunoscută (2,58%)
     Alte religii (1,13%)
Conform recensământului din 2011, comuna Darda avea 6.908 locuitori. Din punct de vedere etnic, majoritatea locuitorilor (55,7%) erau croați, existând și minorități de sârbi (23,2%), romi (9,41%) și maghiari (6,98%). Apartenența etnică nu este cunoscută în cazul a 1,45% din locuitori. Din punct de vedere confesional, majoritatea locuitorilor (60,09%) erau catolici, existând și minorități de ortodocși (30,83%), persoane fără religie și atei (2,66%), null (1,66%) și protestanți (1,04%). Pentru 2,58% din locuitori nu este cunoscută apartenența confesională.